# Phantasy Star IV
Phantasy Star IV, titulado en la caja y en pantalla en Japón y solo en pantalla en entregas occidentales como Phantasy Star: The End of the Millennium (ファンタシースター 千年紀の終りに Fantashī Sutā Sennenki no Owari ni?) es un videojuego de rol publicado por Sega para Mega Drive en Japón en diciembre de 1993. En 1995, salió en América del Norte y Europa. Es la cuarta entrega de la serie de Phantasy Star y la última de la serie del sistema estelar Algol. Su historia ocurre entre los eventos de Phantasy Star II y Phantasy Star III, ambas con 1000 años de diferencia cada una.